# Juwiring (Juwiring)
Juwiring is een bestuurslaag in het regentschap Klaten van de provincie Midden-Java, Indonesië. Juwiring telt 1912 inwoners (volkstelling 2010).